# Castelo de Closeburn

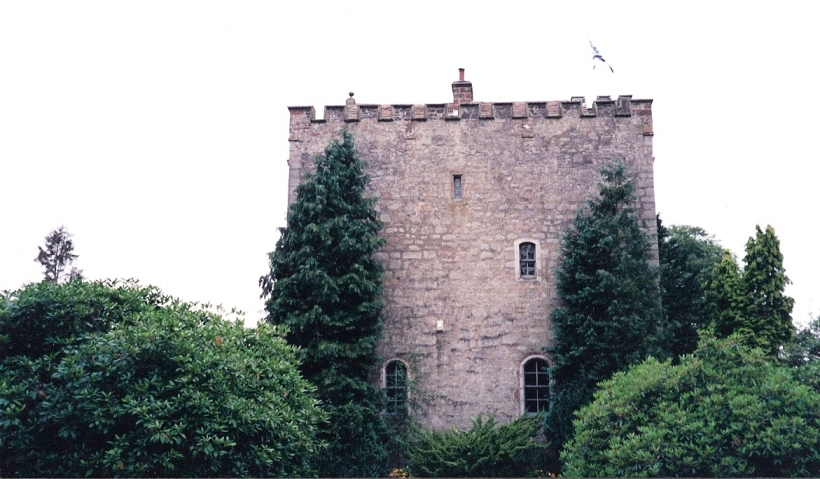
Torre do castelo de Closeburn

O castelo de Closeburn é uma construção do século XIV, ou talvez mais antiga, e uma das mais antigas casas habitadas da Escócia. O castelo está situado a 1 km a leste do vilarejo de Closeburn, e a 2 kms a sudoeste de Thornhill, em Dumfries and Galloway, a sudoeste da Escócia.

## História
Em 1232 a família Kirkpatrick obteve as terras de Closeburn, dadas por Alexandre II. A torre do castelo terá provavelmente sido construída nos finais do século XIV, apesar de algumas fontes datarem a construção para cerca de 1180 ou 1420. Sir Roger de Kirkpatrick esteve com Roberto I em Dumfries em 1306, e participou no assassinato de João Comyn. O seu filho, também Sir Roger, liderou uma força militar que retomou os castelos de Caerlaverock e Dalswinton dos ingleses em 1355. Foi depois assassinado por Sir James Lindsay em Caerlaverock em 1357.
Em 1685 a lealdade dos Kirkpatrick para com Carlos I foi recompensada com o título de baronete. No século XVII os Kirkpatrick saíram de Closeburn para uma nova habitação nos arredores. Contudo, o castelo sofreria alguma destruição causada pelo fogo, em 1748. Foram feitas remodelações, e a família voltaria a viver lá. Em 1783 os Kirkpatrick venderam Closeburn ao Dr. James Stewart-Menteith.[carece de fontes?] Desde então tem mudado diversas vezes de mãos.
Encontra-se classificado na categoria "B" do "listed building" desde 3 de agosto de 1971.